# 청주분지
청주분지(淸州盆地)는 미호강 유역의 조치원을 중심으로 부강·청주·증평·진천 일대에 걸쳐 발달한 분지이며, 이 지방의 곡창지대로 경제 중심지이다. 중심지 청주는 부근 일대에서 생산되는 담배·면화·쌀 등을 집산하며, 도청소재지로서 정치·문화의 중심지이기도 하다.